# Ancorasporella mexicana
Ancorasporella mexicana är en svampart som beskrevs av J. Mena, Mercado & Heredia 1998. Ancorasporella mexicana ingår i släktet Ancorasporella, divisionen sporsäcksvampar och riket svampar.   Inga underarter finns listade i Catalogue of Life.